# Villa Atamisqui
Villa Atamisqui è una città dell'Argentina, appartenente alla provincia di Santiago del Estero, situata a 121 km dal capoluogo provinciale.